# Puerto de Leitariegos
Puerto de Leitariegos är ett bergspass i Spanien.   Det ligger i provinsen Province of Asturias och regionen Asturien, i den nordvästra delen av landet, 400 km nordväst om huvudstaden Madrid. Puerto de Leitariegos ligger 1 513 meter över havet.
Terrängen runt Puerto de Leitariegos är huvudsakligen kuperad, men norrut är den bergig. Runt Puerto de Leitariegos är det ganska glesbefolkat, med 45 invånare per kvadratkilometer. Närmaste större samhälle är Villablino, 10,5 km sydost om Puerto de Leitariegos. Omgivningarna runt Puerto de Leitariegos är en mosaik av jordbruksmark och naturlig växtlighet.